# Wense (Osterheide)
Wense ist eine Gemarkung im Norden der Ostheidmark im Altkreis Fallingbostel, heute eine Gemarkung des gemeindefreien Gebietes Osterheide im Landkreis Heidekreis. Durch Gesetz vom 5. September 1848 war aus dem Gut Wense, dem Hof Hintergrefel und seinerzeit 12 weiteren Abbauerstellen ein Gemeindeverband gebildet worden. Die Gemeinde gehört zum Kirchspiel Dorfmark.

## Geschichte

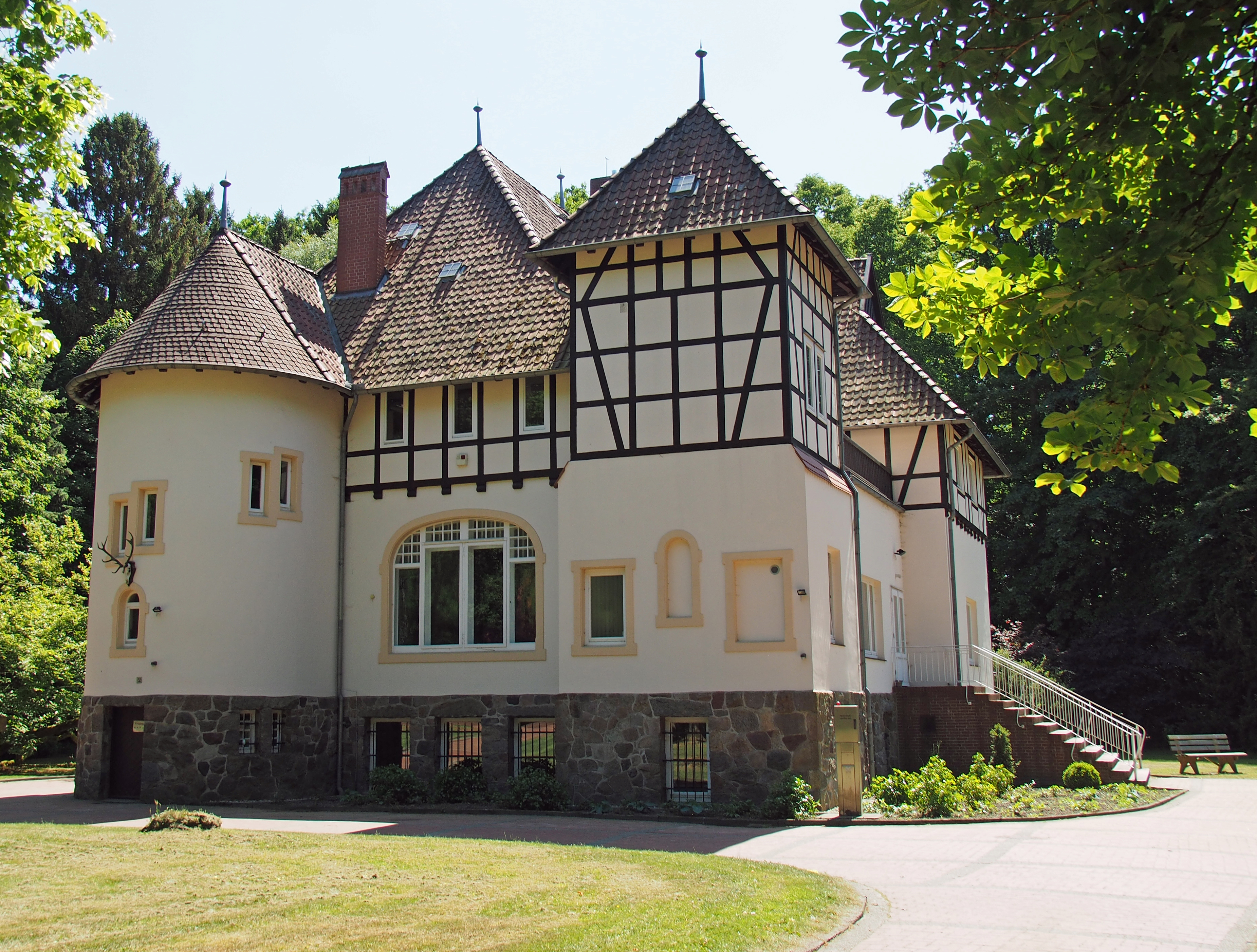
Ehemaliges Gutshaus der Familie von der Wense (von 1907)

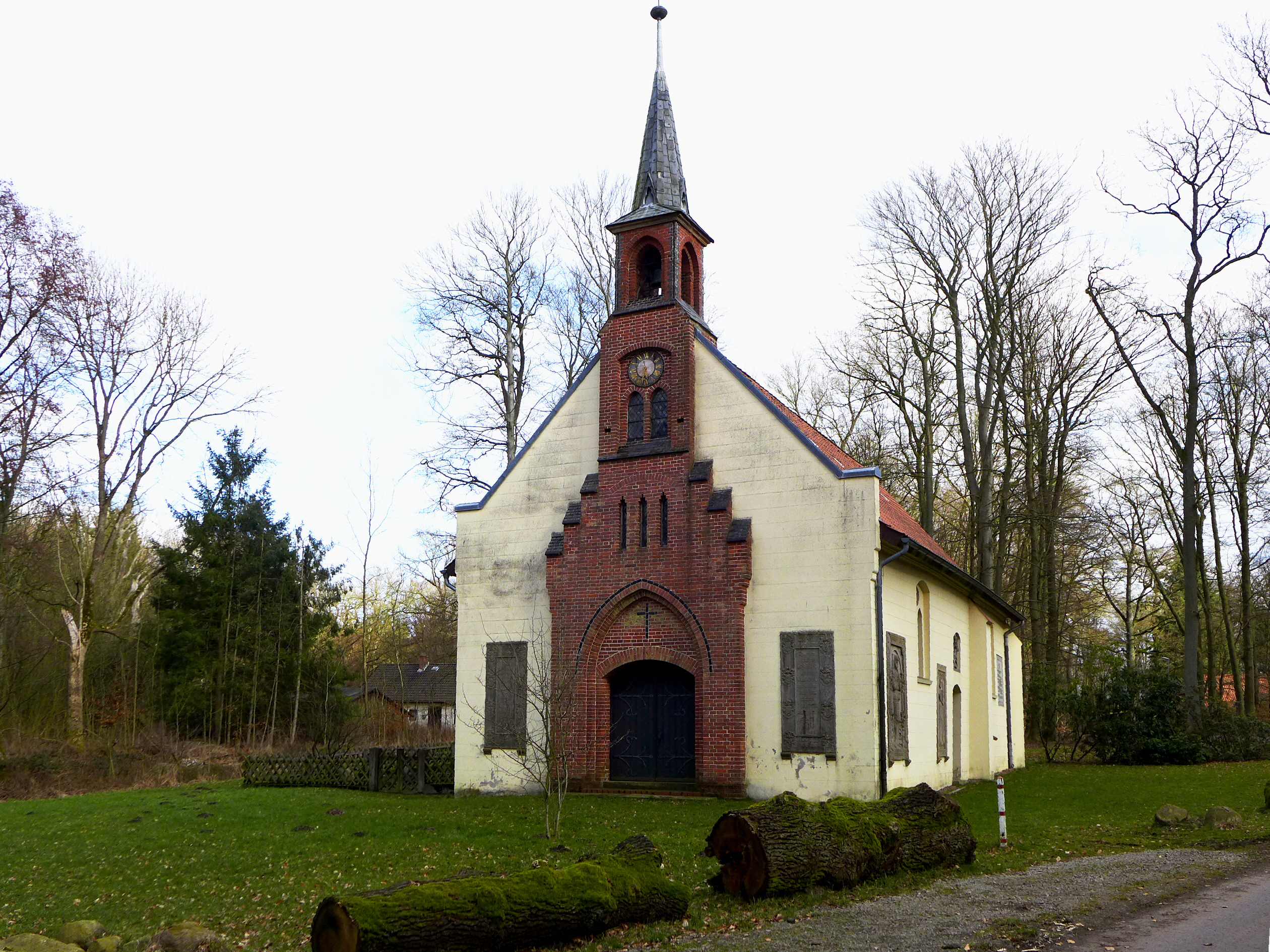
Kapelle Wense von 1672

Wense war jahrhundertelang von der Familie von der Wense dominiert. Urkundlich ist das Adelsgeschlecht von der Wense erstmals 1322 in dem Urkundenbuch des Klosters St. Johannis Walsrode erwähnt. Damals kauften die Nonnen Alburgis, Elizabet und Margareta de Wense dem Kloster Land ab. In dem Lehnsregister der Herzöge Otto III. und Wilhelm II. (Braunschweig-Lüneburg) von 1330–1352 werden erstmals u. a. zwei Höfe „zu Wense“ genannt, Johan zu Wense „trug sie zu Lehn“. Die Familie erwarb außerdem 1559 den sogenannten Ohlehof bei Wense und das Gut Dorfmark. Im Dreißigjährigen Krieg war das Gut Wense weitgehend verwüstet worden. Der Sohn des Landrates Wilhelm von der Wense (1586–1641), Friedrich Wilhelm (1654–1699), setzte die Gebäude wieder in Stand und baute die Kapelle. Diese wurde 1672 feierlich eingeweiht. Das von Friedrich Wilhelm im Stil einer Wasserburg erbaute Wohnhaus wurde etwa Anfang des 18. Jahrhunderts abgebrochen. Ab dem 5. September 1700 war Georg von der Wense (1662–1728) Besitzer des Anwesens, dessen Bauten stark vernachlässigt waren. Sein Sohn Christian Ludwig Friedrich (1708–1767) übernimmt die bis dahin verpachteten Güter. In Wense stellt er das verfallene Wohnhaus wieder her und baut sämtliche Nebengebäude neu auf. Außerdem legt er nach französischem Vorbild einen großen Garten an. Das heute noch bestehende Gutshaus wurde 1907 von Hilmer von der Wense (1864–1928), einem studierten Forstwirt und Rechtswissenschaftler, erbaut. Hilmer von der Wense hat auf dem Friedhof in Wense seine letzte Ruhestätte.
Die Kinder von Wense gingen nach Jettebruch, einem Ortsteil von Fallingbostel, zur Schule. Von 1718 bis 1741 war hier kein Schulbetrieb und die Schüler mussten in Dorfmark zur Schule gehen. Bis 1853 wurde die Schule in Jettebruch als sogenannte Reihenschule geführt. Am 20. Oktober 1853 hörte die Unterrichtsart als Reihenschule auf, da in Jettebruch ein eigenes neues Schulgebäude gebaut und eingeweiht wurde.
Eine erste durch Wasserkraft betriebene Sägemühle arbeitete bis 1904. Da sie sehr klein war (sie hatte nur eine Säge) wurde sie 1904 durch ein größeres Sägewerk ersetzt. Dieses musste 1940 abgerissen werden, da die Trasse der Autobahn Hamburg-Hannover (heutige A 7) unmittelbar hinter der Sägemühle geplant war. Die Teiche waren ursprünglich nur für die intensive Fischerei vorgesehenen, bis sie auch für die Sägemühlen genutzt wurden. Sie sind inzwischen naturbelassenen und werden nur noch als Fischteiche genutzt. Der Wenser Bach sorgt für den Wasserzulauf. Bis 1922 existierte auch noch eine Ziegelei in Wense.
Im Zusammenhang mit der Aufrüstung der Wehrmacht wurde auf Grund der dünnen Besiedlung, des armen Sandbodens und des abwechslungsreichen Landschaftsbildes die Heidmark zur Schaffung des Truppenübungsplatzes Bergen ausgewählt. Vom Sommer 1935 bis Mai 1936 erfolgte die Umsiedlung der Bevölkerung und Räumung des Gebietes. Die Hofbesitzer wurden entschädigt, die Gebäude wurden zum großen Teil abgerissen. Letzter Besitzer des Gutes Wense war Ernst-August von der Wense. Ihm gelang es als Einzigem einen Teil seines Grundbesitzes zu behalten. Die Gutskapelle samt Friedhof mit einem halben Morgen Land ist noch im Besitz der von der Wenses. Die Familie bekam als Entschädigung für den ursprünglichen Besitz einen Forstbetrieb in Ellerbruch. Die Gesamtgröße des Gemeindegebietes Wense betrug 792 Hektar, davon sind 702 ha in den Truppenübungsplatz gefallen.

## Karten

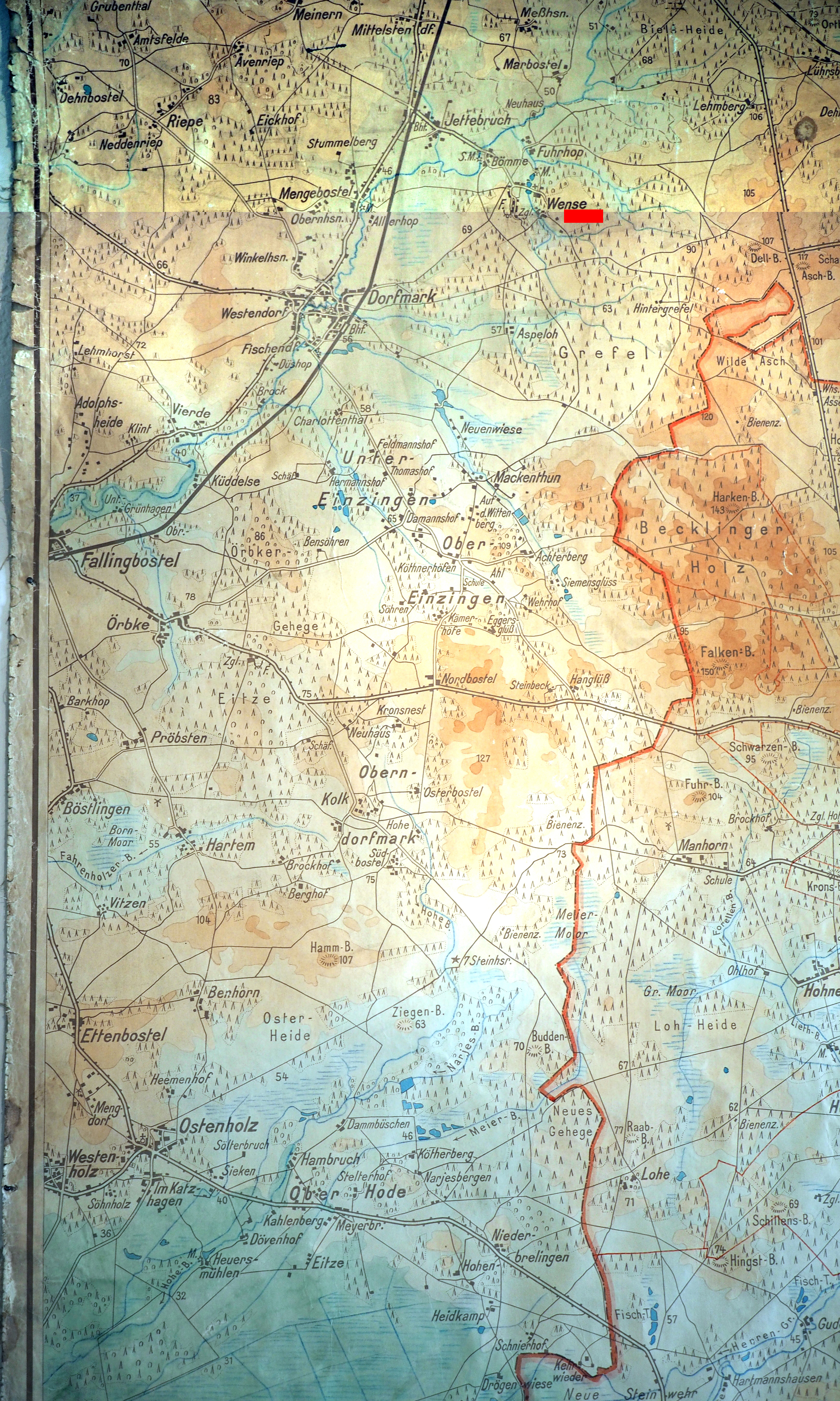
Historische Karte der Ostheidmark, Wemse ist gekennzeichnet
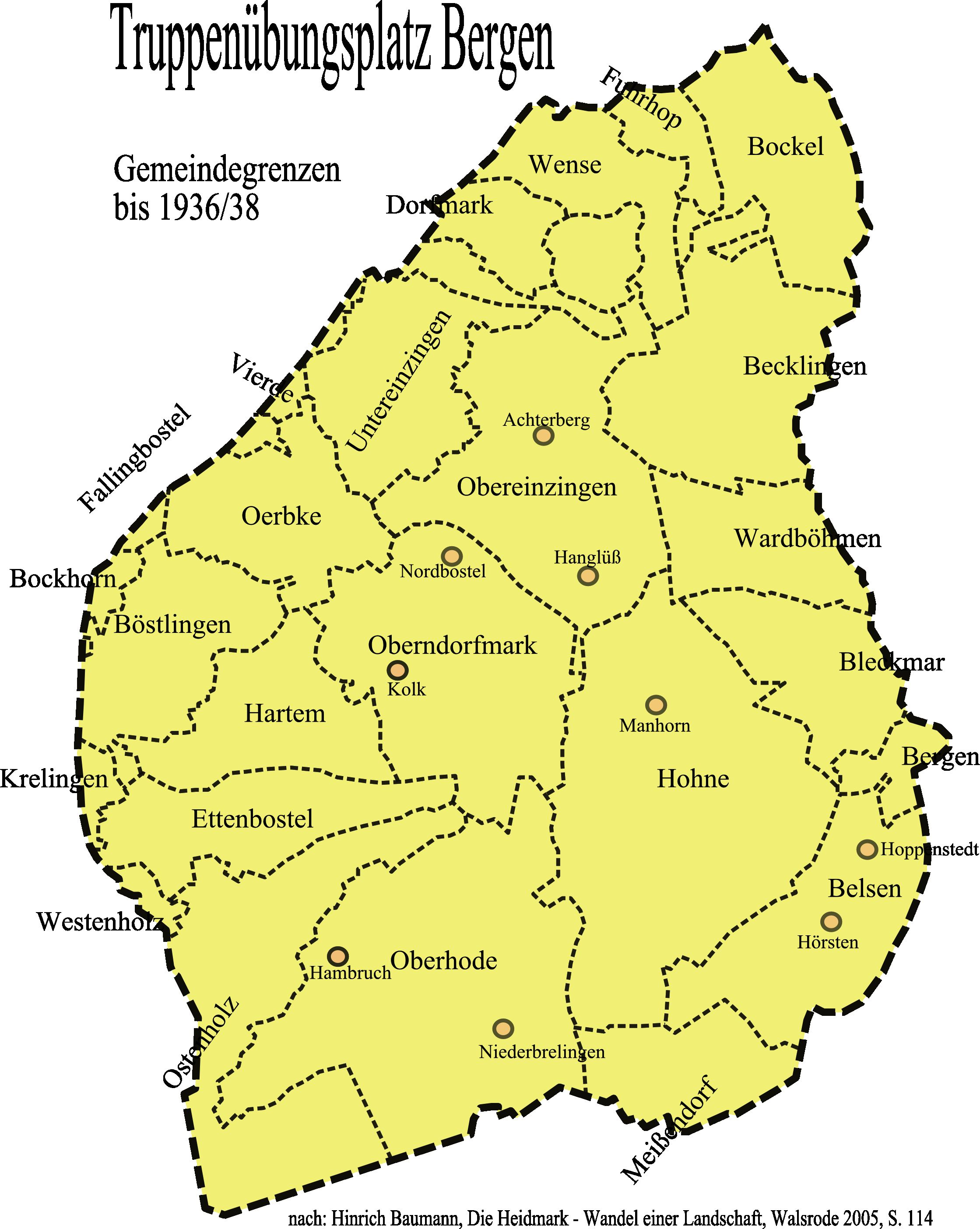
Wense im Norden des Truppenübungsplatzes
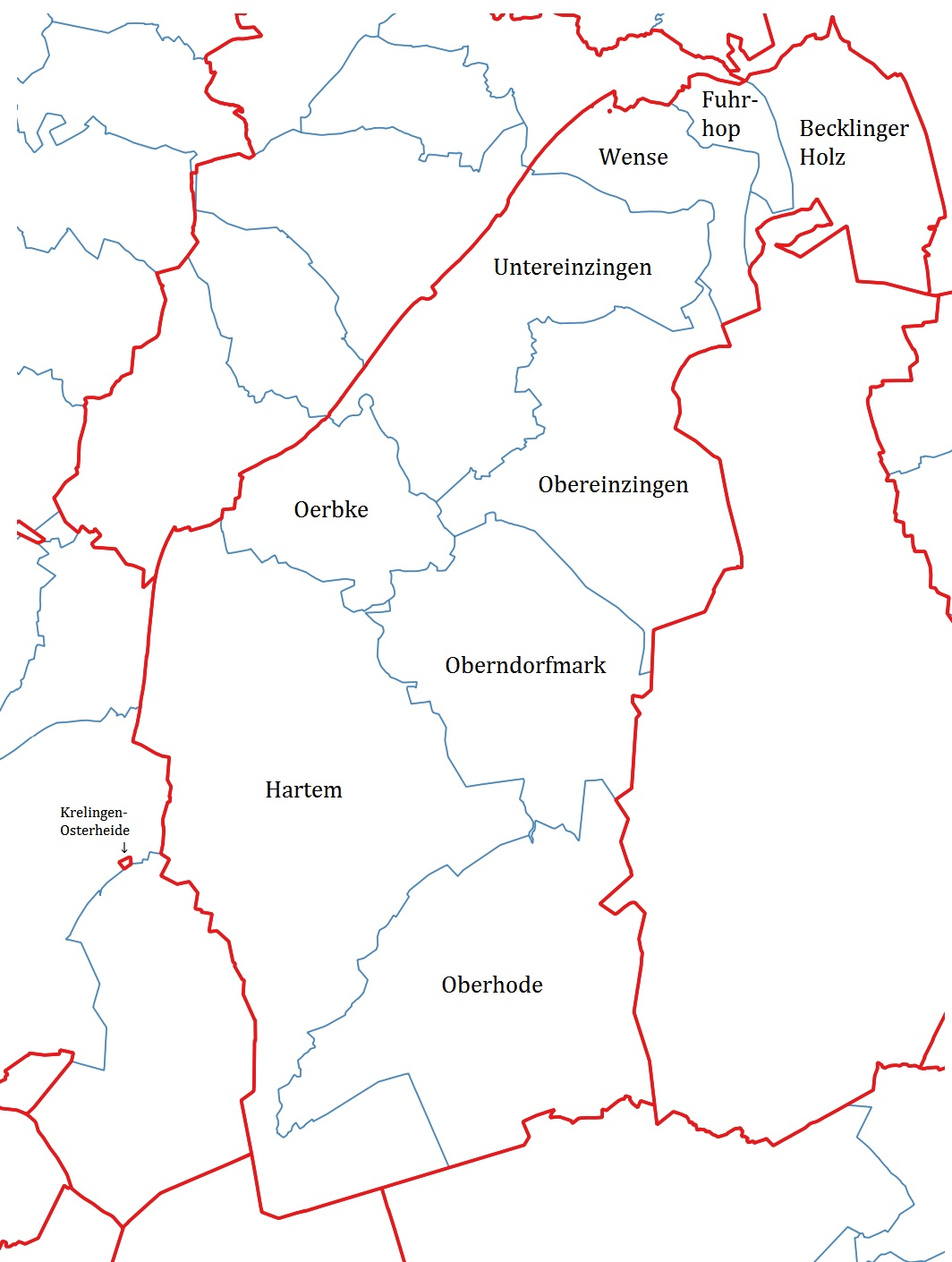
Gemarkungen der Osterheide, mit Wense im Norden
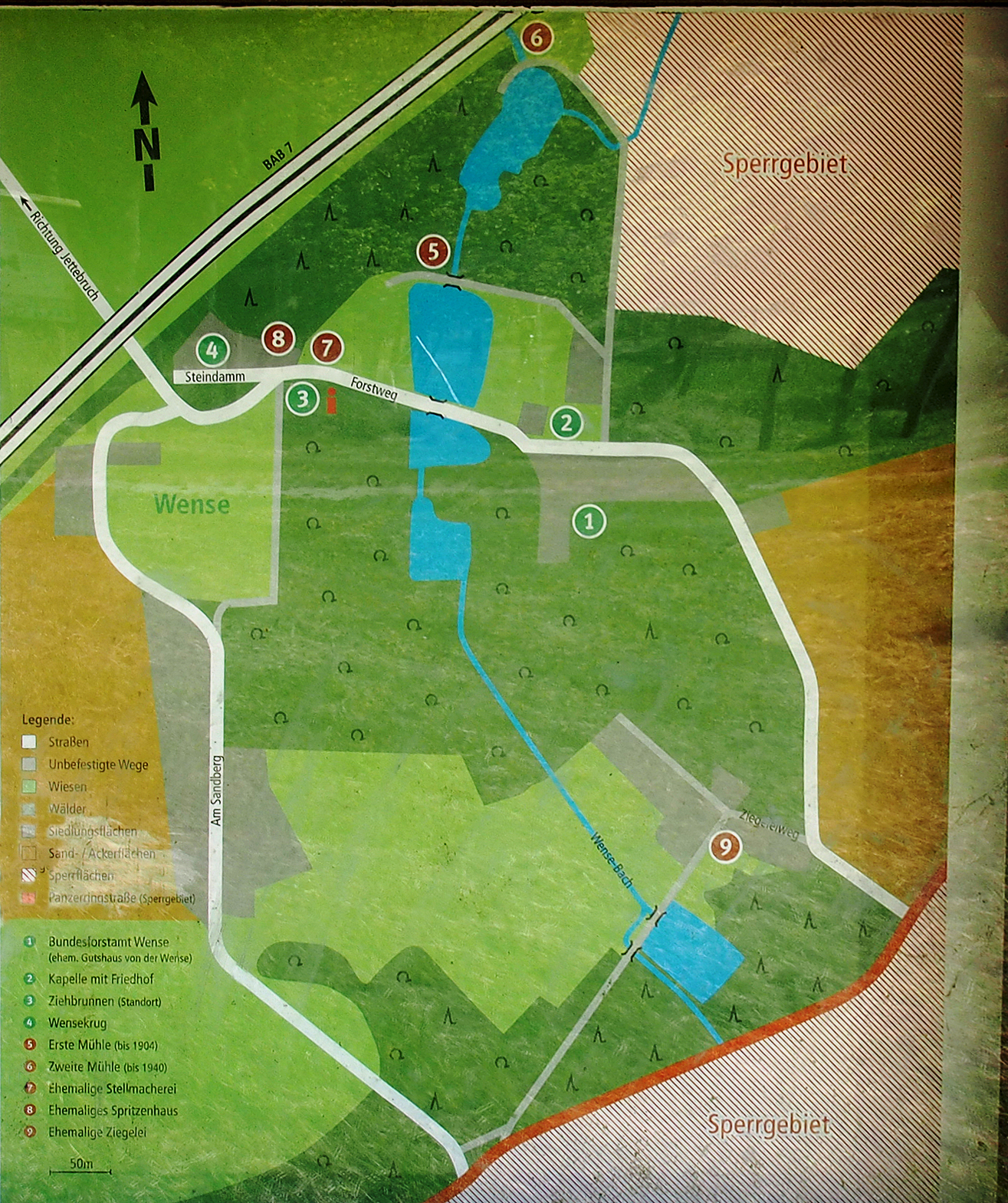
Übersichtsplan der Gemarkung Wense

## Einwohnerentwicklung
Wense hatte folgende Einwohnerentwicklung:

1821 – 163 Einwohner

1848 – 186 Einwohner

1933 – 148 Einwohner

## Gegenwart
Heute gibt es circa 40 Einwohner in Wense. Im ehemaligen Gutshaus befindet sich der Bundesforstbetrieb Niedersachsen des Geschäftsbereichs Bundesforst der Bundesanstalt für Immobilienaufgaben. Der Heimatverein für das Kirchspiel Dorfmark unterhält in Wense ein historisches Museumshaus. Das ehemalige Gasthaus Wensekrug ist zurzeit (Mai 2018) wegen Baumängeln behördlich gesperrt.

In Wense
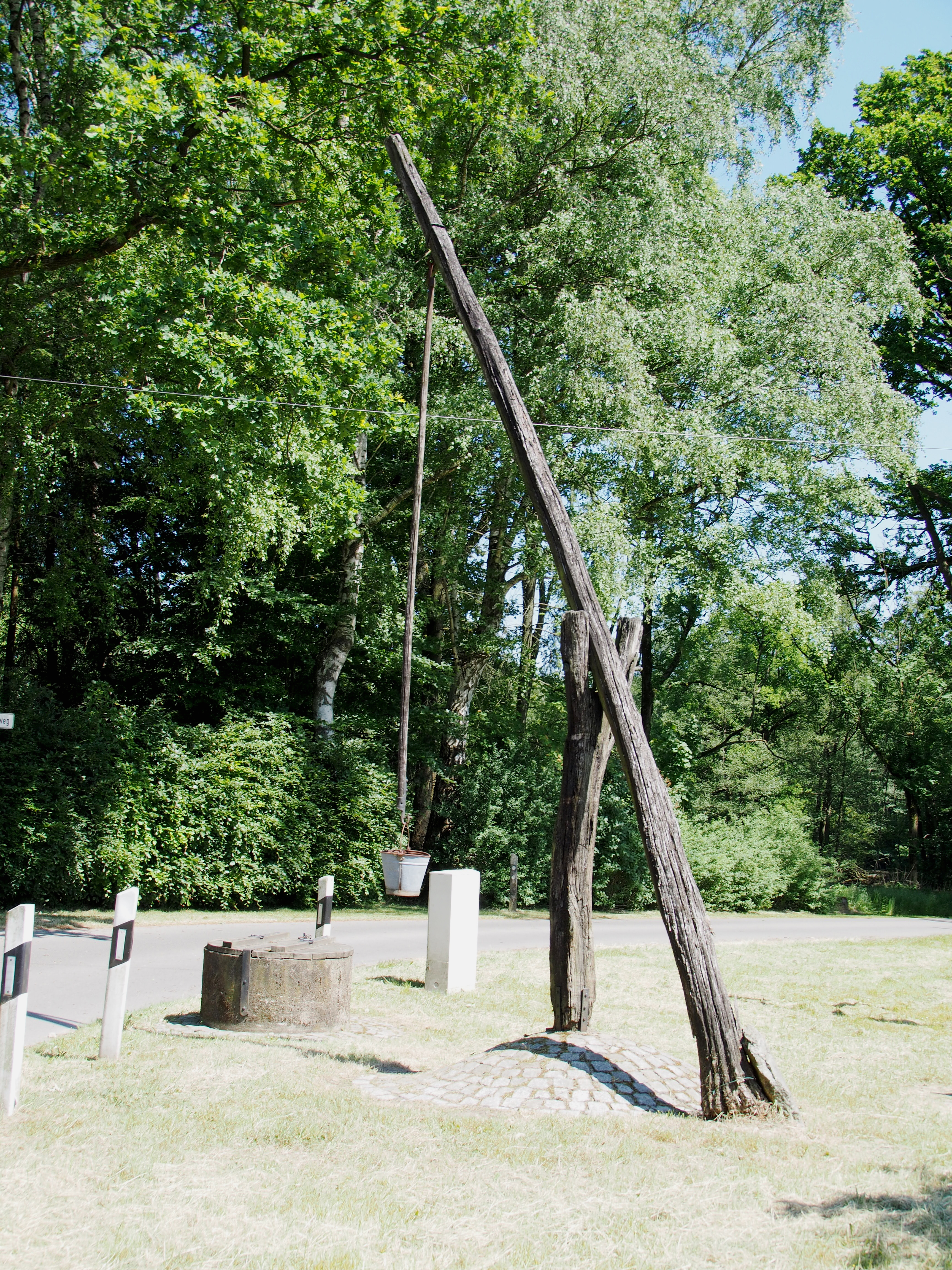
Der alte Ziehbrunnen (vermutlich vom Anfang des 19. Jahrhunderts)
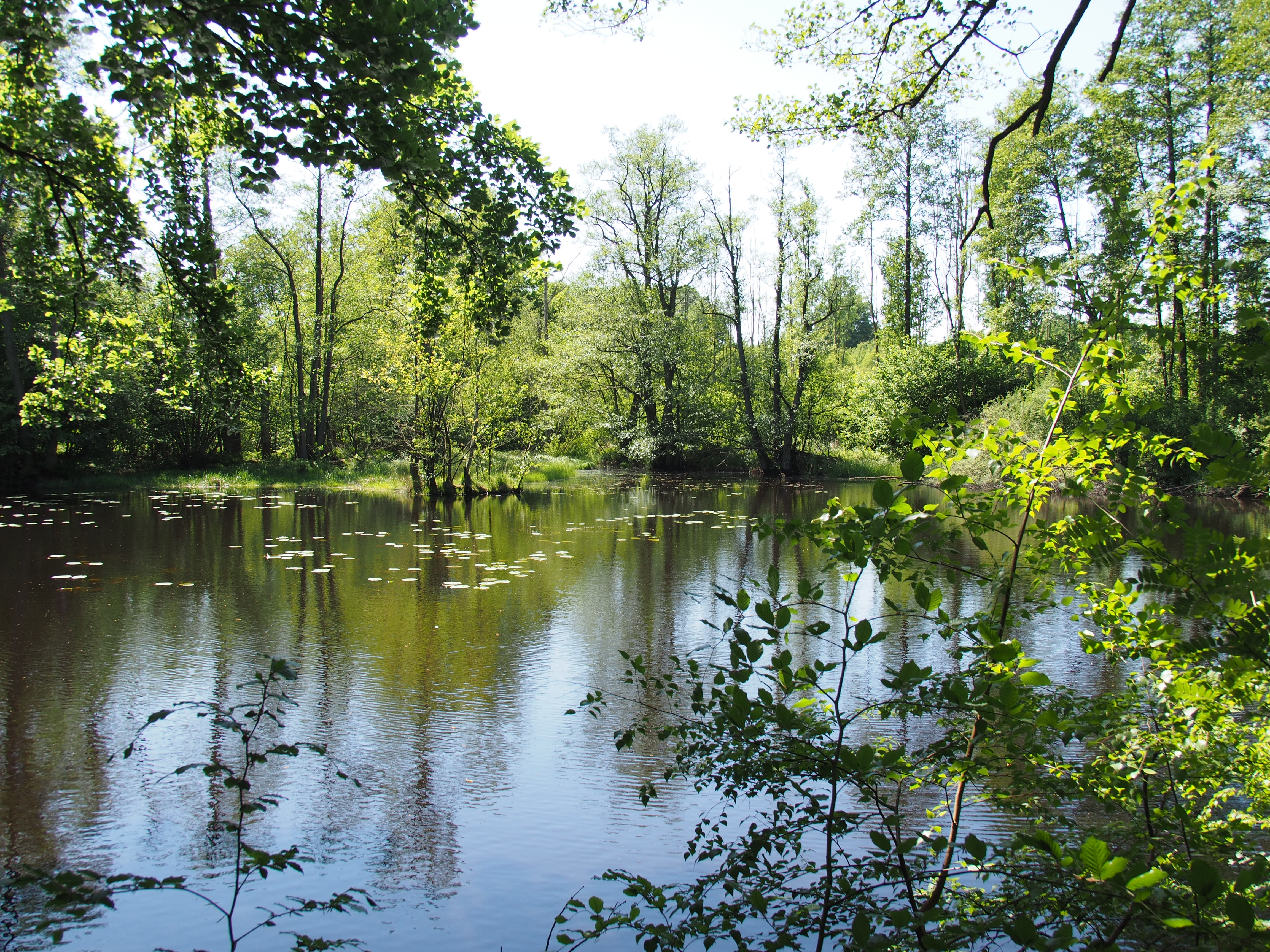
Ehemaliger Mühlenteich
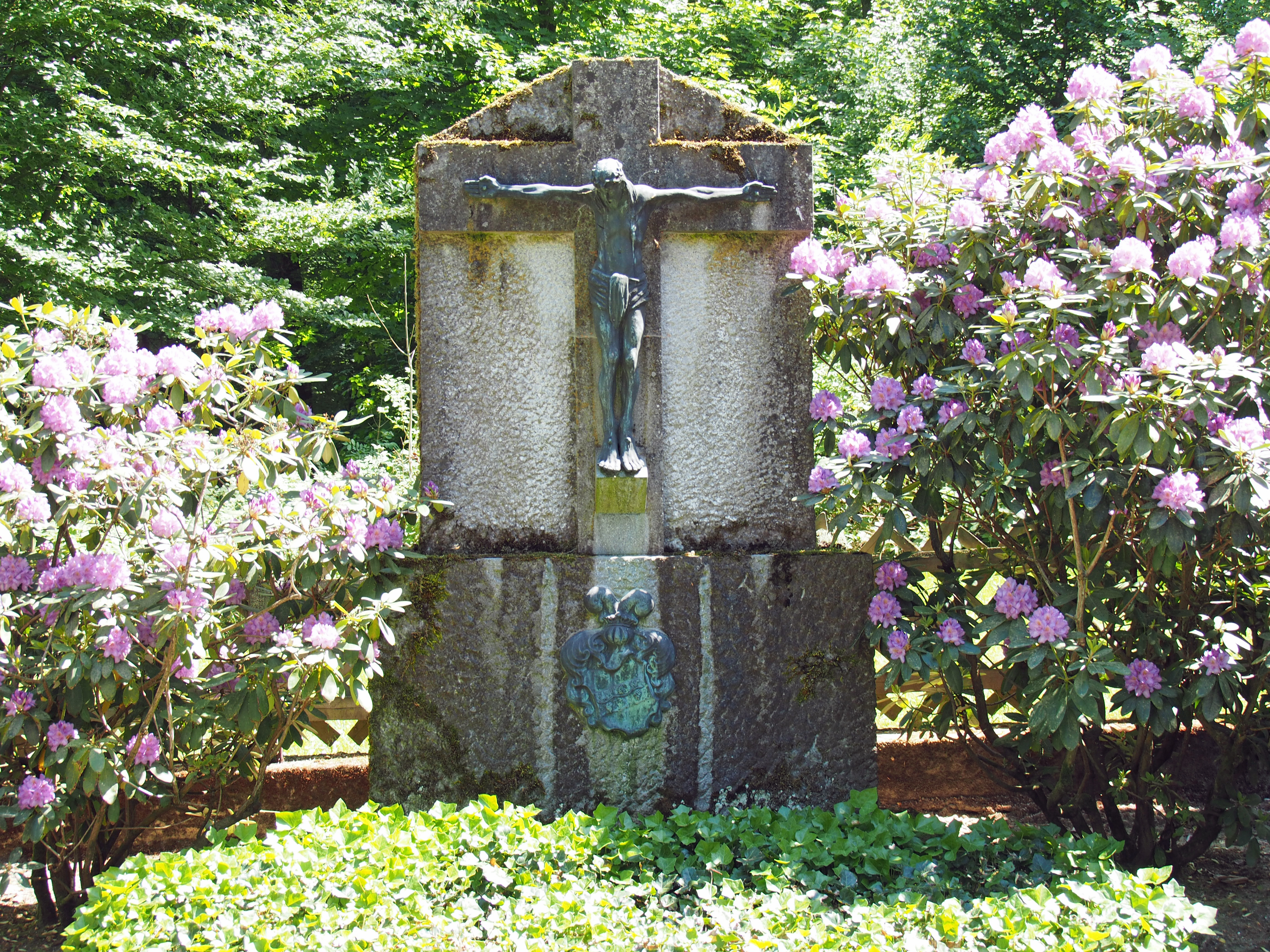
Friedhof der Familie Wense neben der Kapelle
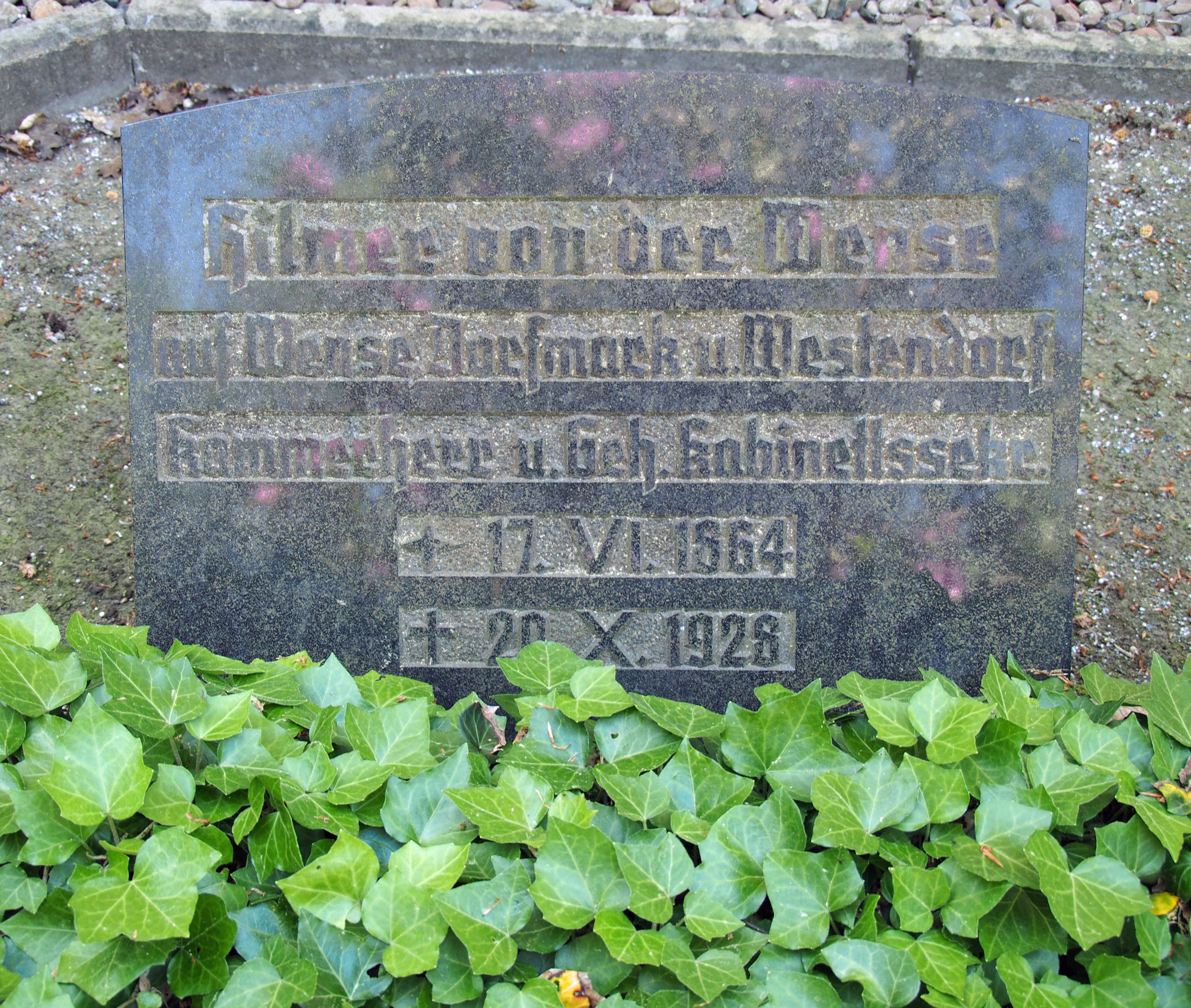
Grab des Hilmer v. d. Wense, Erbauer des Gutshauses
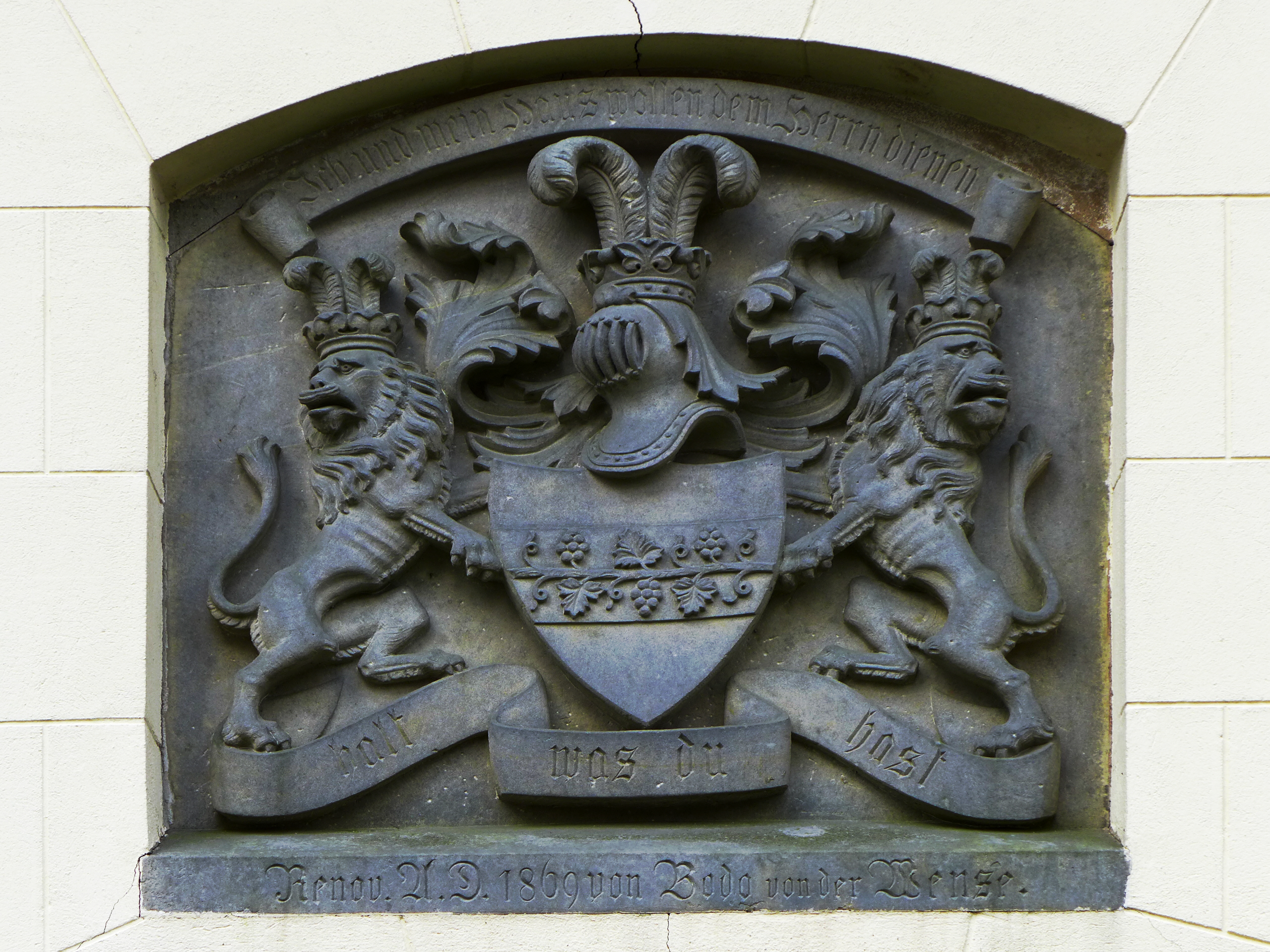
Relief an der Kapelle mit dem Wappen derer von der Wense
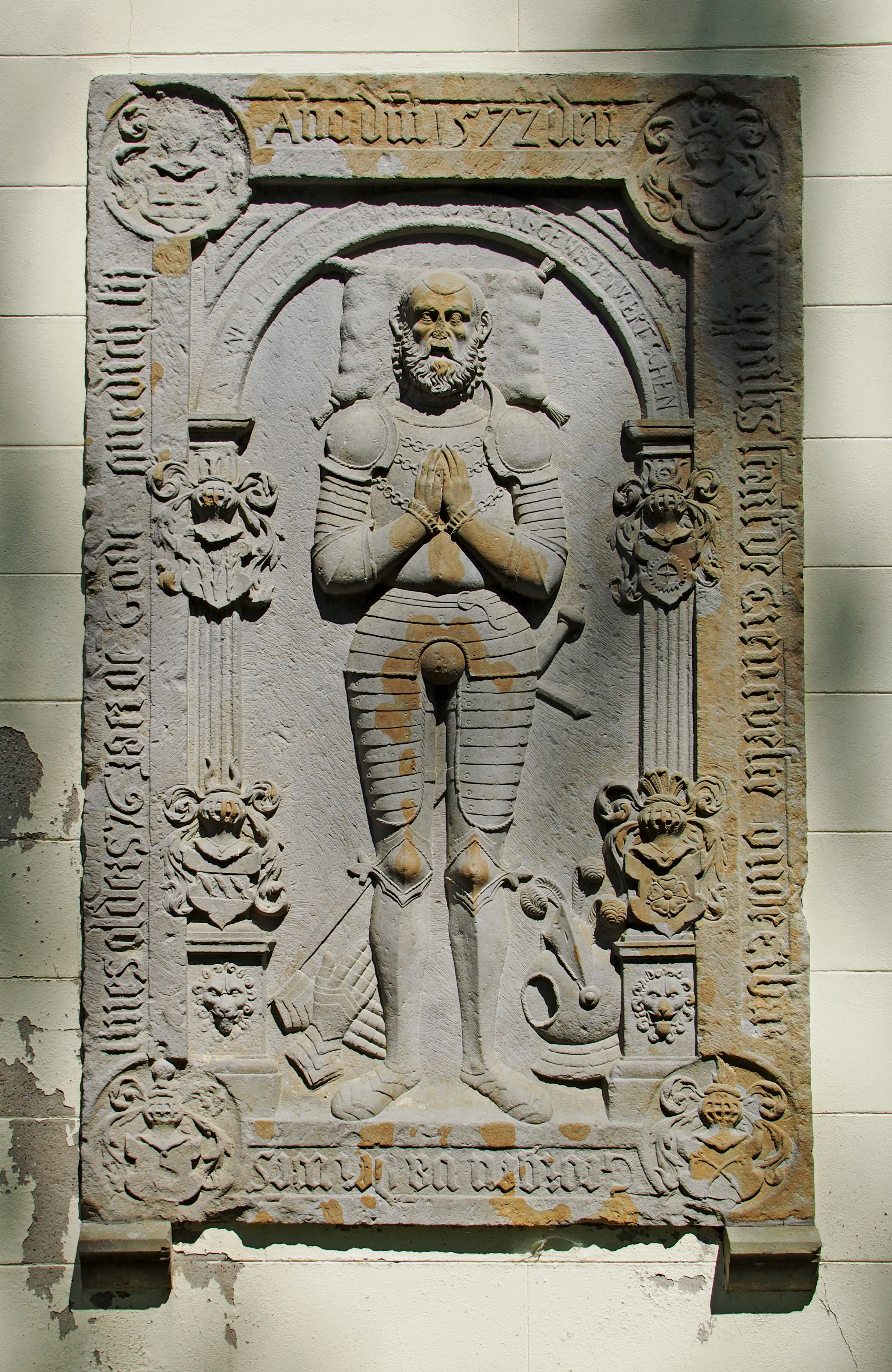
Epitaph Jürgen (Georg) von der Wense (1496–1572) an der Kapelle
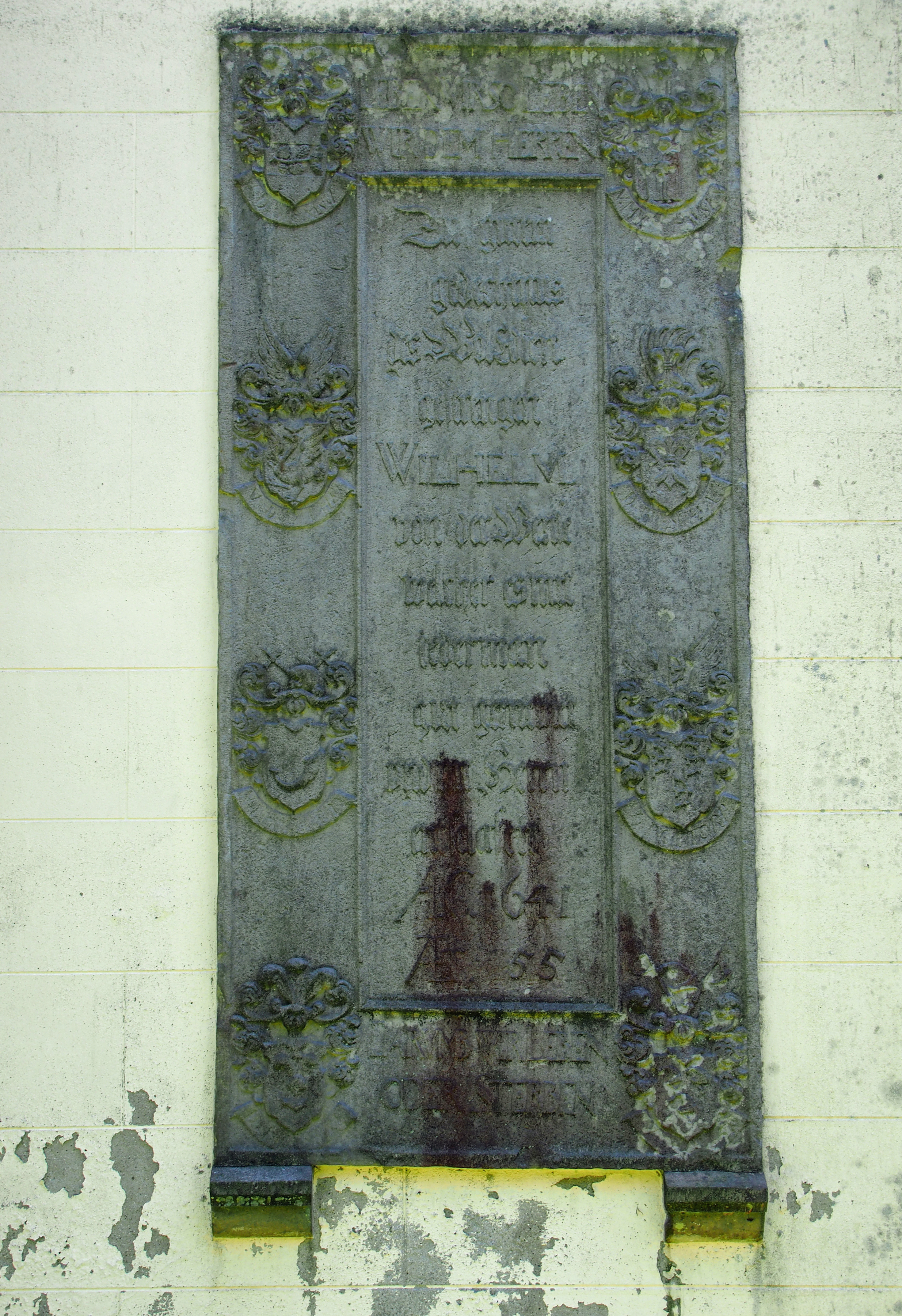
Epitaph Wilhelm von der Wense (1586–1641) an der Kapelle